# Dichagyris dumezi
Dichagyris dumezi là một loài bướm đêm trong họ Noctuidae.